# Witkraagbladspeurder
De witkraagbladspeurder (Anabazenops fuscus) is een zangvogel uit de familie Furnariidae (ovenvogels). Deze soort is endemisch in Brazilië.

## Kenmerken
De witkraagbladspeurder is 19 tot 19,5 centimeter lang. De bovenkant van de vogel is bruin en de onderzijde is buffwit. De staart is roestrood. De vogel heeft een witte kraag om de gehele hals. Verder wordt deze vogel gekenmerkt door een witte supercilium (wenkbrauwstreep).

## Verspreiding en leefgebied
Het verspreidingsgebied van de witkraagbladspeurder strekt zich uit van Bahia tot Santa Catarina. De natuurlijke habitats zijn vochtige subtropische of tropische bergbossen op een hoogte van 500 tot 1200 meter boven zeeniveau in het bioom Atlantisch Woud.

## Status
De grootte van de populatie is niet gekwantificeerd, maar de aantallen nemen – hetzij minder snel – af. Om deze redenen staat de witkraagbladspeurder als niet bedreigd op de Rode Lijst van de IUCN.